# Carrera de yaks

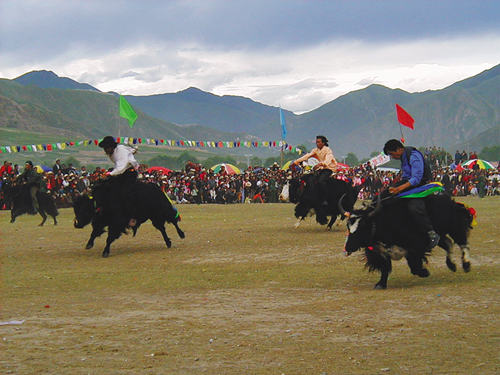
Una carrera de yaks.

La carrera de yaks (en chino: 赛牦牛) es un deporte de espectador realizado en muchos festivales tradicionales de Tíbet, Kazajistán, Kirguistán, Gilgit-Baltistán, Pamir y Mongolia, pudiendo ser una de las partes más entretenidas del festival equino tibetano, en reuniones que integran canciones y bailes populares con juegos físicos tradicionales. Para los tibetanos en particular es una ocasión festiva muy especial.

## La carrera
Cada uno de los competidores, comúnmente entre 10 o 12, monta su yak. Ellos corren hacia la meta realizando un sprint. Los yaks pueden correr sorprendentemente rápido en cortas distancias. El ganador normalmente recibe varias khata (bufanda tradicional tibetana) así como una cantidad pequeña de dinero en metálico. La carrera logra un estado muy emocionante con la osadía del yak y del jinete, mostrando sus agallas para alcanzar el objetivo.
Los yaks y sus jinetes se reúnen en la sede de la carrera, proveniendo de diferentes pueblos de la región. Actualmente casi 150 yaks participan de la carrera, en contraste con los 50 que lo hacían antiguamente. El evento es muy colorido, con ambos jinete y yaks utilizando vestimenta atractiva y decoraciones; la cabeza del yak es adornada con borlas rojas, sus cuernos envueltos en tela de seda colorida y  las orejas con cintas, mientras que la cola está cubierta con tela con diseños tibetanos. Los jinetes y pastores también aparecen llevando atuendos propios de la ocasión como amuletos de la suerte. El grado de riesgo de este deporte es similar al de la carrera de caballos. La pista hoy en día es de 2000 metros de largo en campos abiertos y los yaks corriendo pueden cubrir esta distancia en aproximadamente 8 minutos. El yak y jinete ganador consiguen la adulación del público y son tratados con respeto.

## En China
Las carreras de yaks se convirtieron en una parte integral del festival equino de Jyekundo, Yushu, de 2006. Este evento fue desarrollado a 20 kilómetros al sur de Jyekundo, cerca del pueblo de Batang, asistiendo más de 20 000 personas. Para el  festival del año siguiente, los 6 condados de la Prefectura Autónoma tibetana de Yushu combinaron recursos y financiaron juntos un evento mayor conocido como el festival de arte Khampa (Kangba Yishu Jie), en la capital de la prefectura de Jyekundo, con un público proyectado de entre 40 000 y 50 000 espectadores.
La carrera de yaks también es una parte integral del festival Darma de Gyangze, y un atractivo cómico del festival equino de Damxung.
Este deporte también es común en áreas agrícolas y ganaderas de la meseta tibetana. Allí lo disputan anualmente para celebrar la buena cosecha y rezan por un buen tiempo para el año siguiente. El festival, que era tradicionalmente realizado el 25 de noviembre, ha sido trasladado para agosto con el nombre de festival Wangguo.

## En Mongolia
En las montañas Jangai de Mongolia, el tradicional festival es realizado cerca del lago Terkhiin Tsagaan Nuur cada año, en el primer y segundo día de agosto. La cultura nómada en estas montañas es muy fuerte y el área tiene una de las concentraciones más altas de yaks del mundo. El acontecimiento, que es esperado con entusiasmo por la comunidad, incluye además de la carrera, exhibiciones de yaks, rodeos, concursos de ordeñe y otros eventos Naadam tradicionales de carreras de caballo, lucha y arquería.